# Kuweires, Idlib
Kweires (tiếng Ả Rập: كويرس) là một ngôi làng Syria nằm ở Maarrat al-Nu'man Nahiyah ở huyện Maarrat al-Nu'man, Idlib. Theo Cục Thống kê Trung ương Syria (CBS), Kweires có dân số là 217 trong cuộc điều tra dân số năm 2004.